# Tramvajska linija br. 10 u Zagrebu
Linija 10 povijesna je tramvajska linija Zagrebačkog električnog tramvaja. Na raznim trasama prometovala je redovno na dnevnoj liniji od 1930-ih do 1980-ih godina, nakon čega je trajno ukinuta.

## Povijest
Oznaka br. 10 u ZET-ovom tramvajskom prometu uvedena je 1930-ih godina za tramvajsko okretište Zvijezda. Jedina linija koja je tada za odredište imala oznaku 10 bila je linija 15 – 10 (Tratinska cesta – Zvijezda).
Godine 1945. uveden je novi sustav linija s oznakama za trase umjesto odredišta, pa je liniji 10 tako dodijeljena 8. prosinca 1946. godine stalna trasa Črnomerec – Trg Republike – Glavni kolodvor – Ulica Crvene armije (danas Ul. kralja Zvonimira), a godinu kasnije promijenila je trasu izgradnjom pruge kroz Jukićevu i Jagićevu ulicu do Savske. Od 1960-ih godina prometovala je od Borongaja do Savskog mosta zbog izgradnje podvožnjaka na Aveniji Marina Držića. Tom trasom, Savski most – Glavni kolodvor – Trg žrtava fašizma – Borongaj, linija je nastavila prometovati sve do 15. svibnja 1982. godine, kada je ukinuta zbog prevelikih poklapanja s linijom 1.
Linija 10 posljednji je puta privremeno prometovala od 2. do 10. ožujka 2013. godine, kada je uvedena kao izvanredna zamjena za liniju 1 tijekom radova na zastarjelim željezničkim signalno-sigurnosnim uređajima iz 1936./1940. godine. Trasa linije tada je bila Zapadni kolodvor – Jukićeva – Glavni kolodvor – Zvonimirova – Borongaj.

## Trasa 1949.
| 10                                           | Postaje                                  | Postaje                                  |
| 10                                           | naziv ulica 1949.                        | naziv danas                              |
| -------------------------------------------- | ---------------------------------------- | ---------------------------------------- |
| ⦾                                            | Črnomerec                                | Črnomerec                                |
| ⇳                                            | Selska cesta – Sveti Duh                 | Selska cesta – Sveti Duh                 |
| ⇳                                            | Vodovodna – Mandaličina                  | Vodovodna – Mandaličina                  |
| ⇳                                            | Ljubljanska – Ilica                      | Republike Austrije – Ilica               |
| ⇳                                            | Klaićeva – Ljubljanska – Hanuševa        | Klaićeva – Republike Austrije – Hanuševa |
| ⇳                                            | Samoborska – Jukićeva                    | Adžijina – Jukićeva                      |
| ⇳                                            | Savska cesta – Jukićeva – Vodnikova      | Savska cesta – Jukićeva – Vodnikova      |
| ⇳                                            | (Miramarski) podvožnjak – Kumičićeva     | (Miramarski) podvožnjak – Kumičićeva     |
| ⇳                                            | Glavni kolodvor                          | Glavni kolodvor                          |
| ⇳                                            | Draškovićeva – Branimirova               | Draškovićeva – Branimirova               |
| ⇳                                            | Adžije Božidara – Draškovićeva – Hatzova | Kneza Mislava – Draškovićeva – Hatzova   |
| ⇳                                            | Trg žrtava fašizma                       | Trg žrtava fašizma                       |
| ⇳                                            | Derenčinova – Šubićeva                   | Derenčinova – Šubićeva                   |
| ⇳                                            | Tuškanova                                | Tuškanova                                |
| ⇳                                            | Heinzelova                               | Heinzelova                               |
| ⇳                                            | Šulekova                                 | Šulekova                                 |
| ⦾                                            | Ulica Crvene armije                      | Ulica kralja Zvonimira                   |
| Izvor: Turistički vodič grada Zagreba, 1949. |                                          |                                          |